# Аделхайд фон Цолерн-Нюрнберг
Вижте пояснителната страница за други личности с името Аделхайд.
Аделхайд фон Цолерн-Нюрнберг (на немски: Adelheid (Udelhild/Aleidis) von Zollern-Nürnberg; * ок. 1260; † ок. 30 май 1307) от род Хоенцолерн е бургграфиня от Нюрнберг и чрез женитба графиня на Кастел.

## Произход
Тя е дъщеря на бургграф Фридрих III фон Нюрнберг († 1297) и първата му съпруга Елизабет фон Андекс-Мерания († 1272) от Андекска династия, дъщеря наследник на херцог Ото I от Мерания († 1234) и пфалцграфиня Беатрис II Бургундска († 1231). Майка ѝ Елизабет фон Андекс-Мерания е правнучка на император Фридрих Барбароса. Баща ѝ Фридрих III фон Нюрнберг се жени втори път 1275 г. за принцеса Хелена от Саксония († 1309).

## Фамилия
Аделхайд фон Цолерн-Нюрнберг се омъжва пр. 25 март 1273 г. за граф Хайнрих II фон Кастел († ок. 1307), вдовец на София фон Йотинген († ок. 1270), вторият син на граф Фридрих I фон Кастел († 1251/1254) и Берта фон Хенеберг († сл. 1254). Тя е втората му съпруга. Те имат седем деца:
- Руперт IV (* ок. 1280; † 1314), граф на Кастел, женен I. за Маргарета († сл. 1306), II. за Вендел († сл. 1311)
- Фридрих (* ок. 1293)
- Бертхолд I († 1300), граф на Кастел, женен ок. 1293 г. за графиня Юта фон Диц-Вайлнау († 2 юли 1319), няма деца
- Конрад I (* ок. 1301)
- Херман II († 1331), граф на Кастел, женен ок. 1293 г. за маркграфиня Маргарета фон Бургау († сл. 1322)
- Хедвиг († сл. 1331), омъжена пр. 5 ноември 1309 г. за Албрехт фон Хоенлое-Шелклинген в Мьокмюл († 16 април 1338)
- Хайнрих III († сл. 1347)